# Бубаня, Владимир
Владимир Бубаня (серб. Владимир Бубања;2 августа 1989 года; Крагуевац, Югославия) — сербский футболист, защитник. С 2025 года игрок узбекистанского клуба «Хорезм».
Выступал за ряд сербских клубов, наиболее известные среди которых «Раднички», «Колубара» и «Земун».